# 新井賀子
新井 賀子（あらい かこ、1989年10月11日 - ）は、日本の女優、タレント。

## 略歴
1989年（平成元年）、埼玉県で生まれる。
東京児童劇団に所属し、2000年代初頭には子役としてテレビドラマに出演した。

## 人物
特技は中国語、短距離走。

## 出演

### 映画
- ぼくたちと駐在さんの700日戦争（2008年、GAGA)

### テレビドラマ
- 別れさせ屋 （2001年、読売テレビ系） - 一ノ瀬あかり 役（主人公の義理の娘）
- 十津川警部シリーズ24 伊豆の海に消えた女 （2002年1月8日、TBS系）
- 火曜サスペンス劇場 臨床心理士6 （2002年1月12日、日本テレビ系）
- 華和家の四姉妹 （2011年7月、TBS系）
- 金曜プレステージ 赤い霊柩車31 追憶の彼岸花 （2013年4月19日、フジテレビ系） - ナース 役

### その他のテレビ番組
- 全力坂 （2009年5月22日No.572宮の坂・6月11日No.583ふか坂、テレビ朝日系）
- 見てはいけないTV （2011年7月、BS日テレ）

### CM
- 三洋電機「テ・ブ・ラ・コードるす」（1995年）